# نوار يوسف
نوار يوسف (15 أكتوبر 1984 -) هي ممثلة سورية. ممثلة سورية حازت على شهادة في الفنون المسرحية، قسم التمثيل، من المعهد العالي للفنون المسرحية في دمشق عام 2009.
لها مشاركات عديدة في المسرح والسينما والتلفزيون، وقدمت عام 2010 مسلسل العقاب بإدارة المخرج رشاد كوكش، ثم توالت أعمالها مثل مسلسل قلم حمرة (2014) نبتدي منين الحكاية (2016) وترجمان الأشواق (2019). حازت على جائزة أفضل ممثلة في مهرجان الإسكندرية السينمائي 2015 عن دورها في فيلم الرابعة بتوقيت الفردوس

## حياتها ونشأتها
ولدت في دمشق 15 أكتوبر 1984، حصلت علي شهادة ليسانس بفن التمثيل من المعهد العالي للفنون المسرحية بدمشق سنة 2009.

## أعمالها[5]

### أفلام
- درب السماء
- الرابعة بتوقيت الفردوس
- سلم إلى دمشق
- مطر أيلول
- إن بارادوكس

### مسرحيات
- أوكنو 2015
- المركز 2014
- العودة إلى البيت 2013
- ودار الفلك 2012
- حدث ذلك غداً 2010

### مسلسلات
- أهل الغرام2016
- وجوه وأماكن 2015
- قلم حمرة 2014
- ست كاز
- سوق الورق
- الصندوق الأسود
- طالع الفضه
- جلسات نسائية (مسلسل)
- القعقاع
- طوق الياسمين

## جوائز
أفضل ممثلة في مهرجان الإسكندرية السينمائي الدولي 2015 عن دورها في فيلم الرابعة بتوقيت الفردوس.